# سلسله‌مراتب داده
سلسله‌مراتب داده به سازماندهی منظم داده‌ها، معمولاً در قالب سلسله مراتبی اشاره دارد. سازماندهی داده شامل خاصیت‌ها، زمینه (فیلد)ها، سوابق (رکوردها)، پرونده (فایل)ها و غیره می‌باشد. این مفهوم نقطه شروعی است برای فهمیدن آنچه که داده‌ها را تشکیل می‌دهد و اینکه آیا داده‌ها دارای یک ساختار هستند یا خیر. به عنوان مثال، شخصی چگونه اطلاعاتی مانند «کارمند»، «نام»، «بخش»، «مارسی اسمیت»، «بخش فروش» و غیره را درک می‌کند با فرض اینکه همه آنها مرتبط هستند؟ یک راه برای درک آنها این است که این الفاظ را به عنوان اجزای کوچکتر یا بزرگتر در یک سلسله مراتب ببینید. ممکن است بگوییم مارسی اسمیت یکی از کارکنان بخش فروش است یا نمونه ای از یک کارمند در آن بخش. اطلاعاتی که ما می‌خواهیم دربارهٔ همه کارکنان‌مان، و نه تنها مارسی، ضبط کنیم، نام، شناسه، آدرس و غیره است.

## اجزای سلسله مراتب داده
اجزای سلسله‌مراتب داده در زیر فهرست شده‌اند.
یک فیلد داده یک واقعیت یا یک ویژگی واحد را نگه می‌دارد. یک فیلد تاریخ را در نظر بگیرید، مثلاً "۱۹ سپتامبر ۲۰۰۴". این می‌تواند به عنوان یک فیلد تاریخی (مثلاً تاریخ تولد) یا سه فیلد یعنی روز ماه، ماه و سال در نظر گرفته شود.
یک رکورد مجموعه‌ای از فیلدهای مرتبط است. یک رکورد کارمند می‌تواند شامل فیلد (های) نام، فیلدهای آدرس، فیلد تاریخ تولد و غیره باشد.
یک پرونده (فایل) مجموعه‌ای از رکوردهای مرتبط است. در صورتی که ۱۰۰ کارمند وجود داشته باشد، هر کارمند یک رکورد (به عنوان مثال با نام رکورد جزئیات شخصی کارمند) دارد و مجموعهٔ ۱۰۰ تا از چنین سوابقی یک پرونده (فایل) را تشکیل می‌دهد (در این مثال، پرونده (فایل) جزئیات شخصی کارکنان نامیده می‌شود).
فایل‌ها در یک پایگاه داده مجتمع می‌شوند. این کار با استفاده از یک سیستم مدیریت پایگاه داده انجام می‌شود. اگر جنبه‌های دیگری از اطلاعات کارمند وجود داشته باشد که ما مایل به گرفتن آن باشیم، فایل‌های دیگری همچون تاریخچهٔ آموزش کارکنان و تاریخچهٔ کاری کارکنان نیز می‌تواند ایجاد شود.

## تصویر سلسله مراتب داده
یک تصویر از شرح فوق در نمودار زیر نشان داده شده‌است.
اصطلاحات زیر برای وضوح بهتر هستند.
با اشاره به مثال در نمودار بالا.
برچسب فیلد داده = نام کارمند یا Employee Name یا EMP_NAME
مقدار فیلد داده = Jeffrey Tan
شرح فوق مشاهده‌ای از داده‌های درک شده توسط یک کاربر است به عنوان مثال شخصی که در بخش منابع انسانی کار می‌کند.
ساختار فوق می‌تواند در مدل سلسله‌مراتبی مشاهده شود که یکی از راه‌های سازماندهی داده‌ها در یک پایگاه داده‌است.
از لحاظ ذخیره‌سازی داده‌ها، فیلدهای داده از بایت‌ها ساخته شده‌اند و خود بایت‌ها هم از بیت‌ها ساخته شده‌اند.